# Liadytes
Liadytes – wymarły rodzaj chrząszczy z podrzędu drapieżnych i nadrodziny Dytiscoidea, jedyny z monotypowej rodziny Liadytidae.

## Morfologia
Chrząszcze o owalnym, wypukłym zarówno od strony grzbietowej, jak i brzusznej ciele, osiągające średnie jak na chrząszcze wodne rozmiary. Głowa ich jest w sposób wyraźny wycofana w głąb przedtułowia. Między przedpleczem a pokrywami leży widoczna od zewnątrz tarczka. Zatułów cechuje się metepisternitami sięgającymi panewek bioder środkowej pary oraz zapiersiem o wyniesionej części środkowej ostro wygraniczonej po bokach i pozbawionym przednio-środkowego wyrostka międzybiodrowego. Odnóża mają golenie i stopy zaopatrzone w szczecinki pływne. Człony stóp nie są rozszerzone ani wiosłowate. Biodra środkowej pary leżą blisko siebie. Biodra tylnej pary mają na przedniej krawędzi niewielkie, pośrodkowe wcięcie. Golenie tylnej pary są bardzo cienkie, nie krótsze niż uda i stopy tejże pary. 

## Taksonomia
Rodzaj i gatunek typowy opisane zostały po raz pierwszy w 1963 roku przez Aleksandra Ponomarenkę. Początkowo był taksonem monotypowym i zaliczony został w skład rodziny pływakowatych. W 1977 roku Ponomarenko opisał dwa nowe gatunki z tego rodzaju oraz umieścił go we własnej, monotypowej rodzinie Liadytidae. Kolejne dwa gatunki opisane zostały przez Ponomarenkę w 1985 i 1987 roku. W 1995 roku Ren Dong i współpracownicy opisali nowy rodzaj Ovidytes, z O. gaoi jako jedynym gatunkiem, umieszczając go wśród Liadytidae. W 2013 roku Aleksander Prokin i współpracownicy opisali kolejny gatunek z rodzaju Liadytes i podali nową diagnozę rodziny. Ovidytes według nich nie należy do Liadytidae, a przypuszczalnie nawet nie zalicza się do nadrodziny Dytiscoidea.
Do rodzaju tego zalicza się 6 opisanych gatunków:
- Liadytes aspidytoides Prokin et al., 2013
- Liadytes avus Ponomarenko, 1963
- Liadytes crassus Ponomarenko, 1977
- Liadytes dajensis Ponomarenko, 1987
- Liadytes longus Ponomarenko, 1977
- Liadytes major Ponomarenko, 1985

Skamieniałości tych chrząszczy znajdowano na terenie Rosji i Mongolii. Pochodzą z jury i kredy.